# Janina Banasik
Janina Anna Banasik (ur. 7 kwietnia 1936 w Chorzowie) – polska polityk, posłanka na Sejm PRL VII i VIII kadencji.

## Życiorys
Po ukończeniu Wydziału Zootechnicznego Wyższej Szkoły Rolniczej w Krakowie (1958) uzyskała tytuł zawodowy magistra inżyniera rolnictwa. W latach 1962–1975 kierownik Wojewódzkiego Związku Hodowców Owiec, potem starszy specjalista do spraw produkcji owczarskiej w Wojewódzkim Związku Kółek Rolniczych w Katowicach. Działaczka Stowarzyszenia Inżynierów i Techników Rolnictwa. Do Zjednoczonego Stronnictwa Ludowego wstąpiła w 1972. Członkini prezydium Wojewódzkiego Komitetu ZSL w Katowicach. Od 1973 zasiadała w prezydium Miejskiej Rady Narodowej w Katowicach. W latach 1976–1985 pełniła mandat posłanki na Sejm PRL VII i VIII kadencji w okręgu Katowice. Zasiadała w Komisji Planu Gospodarczego, Budżetu i Finansów oraz w Komisji Spraw Wewnętrznych i Wymiaru Sprawiedliwości.

## Odznaczenia
- Srebrny Krzyż Zasługi
- Medal 30-lecia Polski Ludowej
- Złota odznaka „Zasłużony w rozwoju województwa katowickiego”
- Srebrna odznaka „Zasłużony w rozwoju województwa katowickiego”
- Odznaka „Zasłużony Pracownik Rolnictwa”